# Megachile dakotensis
Megachile dakotensis är en biart som beskrevs av Mitchell 1926. Megachile dakotensis ingår i släktet tapetserarbin, och familjen buksamlarbin. Inga underarter finns listade i Catalogue of Life.